# Octavia Estelle Butler
Octavia Estelle Butler (Pasadena, 22 de junio de 1947-Lake Forest Park, 24 de febrero de 2006) fue una escritora estadounidense del subgénero de ciencia ficción afrofuturismo o futurismo africano. Recibió tanto el Premio Hugo y el Premio Nébula en más de una ocasión. En 1995 se convirtió en la primera escritora de ciencia ficción en recibir el título "Genius" de la Fundación MacArthur.
En español se ha publicado su colección Hija de sangre y otros relatos, así como las series de novelas Trilogía Xenogénesis y Parábolas.

## Biografía
Octavia Butler nació y creció en Pasadena, California. Cuando su padre Laurice, un limpiabotas, murió cuando era pequeña, Octavia fue criada por su abuela y su madre (Octavia M. Butler) quien trabajó como criada para mantener a la familia. Octavia creció en un vecindario multirracial. De acuerdo con la Norton Anthology of African American Literature, Octavia fue «una niña introvertida e hija única en un hogar estrictamente baptista» y «pronto se aficionó a revistas como Amazing, Fantasy and Science Fiction y Galaxy, leyendo todos los clásicos de la ciencia ficción».
Octavia Jr. apodada Junie por su madre,era una niña tímida y soñadora, y posteriormente se le diagnosticó dislexia. Comenzó a escribir a los diez años «para escapar de la soledad y el aburrimiento»; y cuando tenía doce años comenzó a interesarse en la ciencia ficción. «Comencé a escribir mis historias cuando tenía doce años, estaba viendo una mala película de ciencia ficción titulada Devil Girl from Mars y decidí que podía escribir una historia mejor. Apagué la televisión y lo intenté. Y he estado escribiendo ciencia ficción desde entonces».
Después de graduarse en el Pasadena City College en 1968, se matriculó en la Universidad Estatal de California de Los Ángeles. Finalmente la abandonó y comenzó a estudiar escritura en la Universidad de California en Los Ángeles.
Octavia afirma que dos instituciones le proporcionaron la ayuda más valiosa para aprender a escribir:
- 1969–1970: El Open Door Workshop del Screenwriters' Guild of America, un programa de ayuda para escritores latinos y africanos de Estados Unidos. A través de este programa conoció al escritor de ciencia ficción Harlan Ellison.
- 1970: El Clarion Science Fiction Writers Workshop (al que fue presentada por Ellison), donde conoció a Samuel R. Delany.[12]

En noviembre de 1999, Octavia Butler se trasladó a Seattle, en el estado de Washington.
La autora se describe a sí misma como una «cómoda ermitaña asocial en medio del pesimismo de Seattle, y si no tengo cuidado, una feminista, una negra, y por último, baptista, con una combinación imposible de ambición, pereza, inseguridad, certidumbre e impulso espontáneo». Los temas raciales y la ambigüedad sexual están presentes en su obra.
Murió fuera de su hogar en Lake Forest Park, Washington, el 24 de febrero de 2006, a los 58 años. Algunos medios de comunicación afirman que murió debido a un golpe en la cabeza que recibió al caer contra la acera mientras paseaba, mientras que otros afirman que sufrió un infarto como resultado de la impresión de la caída. La revista Locus afirma que el infarto provocó su caída y sus heridas en la cabeza.[cita requerida]

## Carrera literaria
Su cuento publicado, "Al otro lado" ("Crossover") apareció en una antología de 1971. Otro cuento, "Childfinder", fue comprado por Harlan Ellison para la colección de cuentos The Last Dangerous Visions, que nunca llegó a publicarse (a fecha de hoy todavía sigue inédito). Octavia escribe que cuando se publicó su colección de cuentos Hija de sangre y otros relatos todavía estaba aprendiendo a ser una escritora. «De hecho, después de "Al otro lado" pasé otros cinco años de rechazos editoriales y otros trabajos antes de que consiguiera vender otra de mis obras».

### Novelas
En 1974 comenzó la serie Patternist con la novela Patternmaster (supuestamente comenzada con la historia que había iniciado viendo Devil Girl from Mars), que se convirtió en su primera novela en 1976 (aunque ocuparía el quinto lugar en la serie Patternist). En los ocho años siguientes publicaría cuatro novelas más sobre la misma historia, aunque las fechas de publicación no coinciden con el orden de las novelas. Wild Seed, el primer libro de la serie, fue publicado en 1980. En Wild Seed, Butler contrasta cómo dos personajes potencialmente inmortales construyen sus familias. El personaje masculino, Doro inicia un programa de crianza para crear descendientes con poderes psíquicos como alimento y compañeros potenciales. El personaje femenino, Anyanwu, crea campesinos. Tanto Doro como Anyanwu, a pesar de sus diferencias terminan necesitándose mutuamente, pues son los únicos seres inmortales del mundo. Este libro también explora la dinámica del poder y la esclavitud.[cita requerida]
En 1979 publicó la novela Parentesco (Kindred), que utiliza los viajes en el tiempo para explorar la esclavitud en los Estados Unidos, En esta historia, Dana, una mujer afroamericana, es inexplicablemente transportada desde del año 1976 en Los Ángeles a Maryland a principios del siglo XIX. Se encuentra con sus antepasados: Rufus, un esclavista blanco y Alice, una mujer afroamericana que nació libre pero fue convertida en esclava. Esta novela a menudo se encuentra en las secciones de literatura afroamericana en lugar de en ciencia ficción; la autora la considera una «siniestra fantasía sin ciencia» (no se da ninguna explicación científica del viaje en el tiempo que se lee en el libro). Parentesco se convirtió en el más popular de todos sus libros con más de 250.000 copias vendidas. Su título en español puede significar «parientes», «parentesco» o «emparentada», porque su protagonista es una mujer y el tema central es la relación de la mujer actual con la mujer esclavizada del siglo pasado. «Creo que la gente realmente necesita pensar qué sucede cuando se tiene a toda la sociedad dispuesta en contra tuya» dijo sobre su novela.
La serie Trilogía Xenogénesis, o La estirpe de Lilith, habla de Lilith, que junto con unos pocos humanos supervivientes, son salvados por una raza extraterrestre, los Oankali, después de que un grupo militar lanzara una serie de misiles que destruyeron gran parte de la Tierra. Los Oankali tienen un tercer género, los ooli, que tienen la habilidad de manipular los genes y poderes de seducción sexual y estimulación neuronal. Utilizan sus habilidades para permitir la unión de los otros dos sexos de su especie, así como unir a otras especies con las que se encuentran. Los Oankali son mercaderes biológicos, que se sienten impulsados a compartir genes con otras especies inteligentes. Juntos Oankali y humanos son forzados a entenderse para poder recrear una biología mixta que les permita sobrevivir, unos al holocausto y otros a su eterno viaje en busca de nuevas biologías.
En 1994 su novela La parábola del sembrador fue nominada al Premio Nébula a la mejor novela, pero no lo consiguió hasta 1999 con la secuela La parábola de los talentos. Las dos novelas describen el origen de la ficticia religión "Earthseed". Octavia Butler originalmente pensó en escribir una tercera novela, La parábola del embaucador, un proyecto que mencionó en varias entrevista, pero sufrió una especie de bloqueo de escritura. En sus propias palabras hasta 150 veces intentó escribir la introducción. En sus cuadernos de trabajo además se encontró otros desarrollos posibles y otras obras parecidas no acabadas (La parábola del profesor, La parábola del caos y La parábola del barro).
Tras siete años sin escribir, finalmente publicó en 2005 una nueva novela, Fledgling, una historia de vampiros con contexto de ciencia ficción. Aunque la autora la consideraba una obra independiente, la novela está conectada con otras de sus obras mediante su exploración de la raza, la sexualidad y lo que significa ser parte de una continuidad. Además, la novela continua con el tema de La parábola del sembrador con la diversidad como imperativo biológico.

### Cuentos y novelas cortas
Octavia Butler publicó la colección de cuentos Hija de sangre y otros relatos en 1996. Afirma en el prefacio que odia los relatos cortos y prefiere el formato de la novela. «Las ideas que más me interesan tienden a ser grandes». La colección incluye cuentos y novelas cortas, el primer relato terminado en 1971 y el último en 1991. "Hija de sangre" ("Bloodchild"), ganador de los Premios Hugo y Nébula trata sobre humanos que viven en una reserva de un planeta alienígena gobernado por criaturas insectoides. Los alienígenas se reproducen implantando huevos en los humanos, con quienes comparten una existencia simbiótica. La autora afirma que su relato no trata sobre la esclavitud, sino sobre el amor y la madurez y la reacción masculina al embarazo.
También afirma que escribir es su forma de superar su miedo al aburrimiento.
En el año 2005 la editorial Seven Stories Press publicó una edición expandida.

### Temas de crítica social
Octavia Butler utiliza la ciencia ficción especulativa para explorar temas sociales antiguos y modernos. A menudo representa conceptos como raza, sexualidad, sexo, religión, progreso social y clase social en lenguaje metafórico. Sin embargo, estos temas no sólo están presentes en metáfora. Por ejemplo, la lucha de clases es un tema directo en la serie Parábolas.

## Obras

### Novelas
Serie Patternist (en orden cronológico):
1. Wild Seed (1980)
2. Mind of My Mind (1977)
3. Clay's Ark (1984)
4. Survivor (1978)
5. Patternmaster (1976)

- Edición ómnibus (no incluye Survivor): Seed to Harvest (2007)

Serie Trilogía Xenogénesis, o La estirpe de Lilith (Xenogenesis, o Lilith's Brood):
1. Amanecer (Dawn) (1987)
2. Ritos de madurez (Adulthood Rites) (1988)
3. Imago (1989)

- Ediciones ómnibus:
  - Xenogenesis (1989)
  - Lilith's Brood (2000)

Serie Parábolas (Parable, o Earthseed):
1. La parábola del sembrador (Parable of the Sower) (1993)
2. La parábola de los talentos (Parable of the Talents) (1998)

Independientes:
- Parentesco (Kindred) (1979)
- Fledgling (2005)

### Cuentos
Colecciones:
- Hija de sangre y otros relatos (Bloodchild and Other Stories) (1995; segunda edición, 2005), colección de 4 cuentos (1 añadido en 2005), 3 novelas cortas (1 añadida en 2005) y 2 ensayos:
"Bloodchild" (novela corta), "The evening and the morning and the night" (novela corta), "Near of kin", "Speech sounds", "Crossover", "Positive obsession" (ensayo), "Furor scribendi" (ensayo), "Amnesty" (novela corta, añadida en 2005), "The Book of Martha" (añadido en 2005)
- Unexpected Stories (2014), colección de 1 cuento y 1 novela corta:
"Childfinder", "A Necessary Being" (novela corta)

### No ficción
Ensayos y discursos
- "Lost Races of Science Fiction", Transmission (Verano de 1980): págs. 16–18
- "Birth of a Writer", Essence 20 (Mayo de 1989): 74+. Reimpreso como "Positive obsession" en Hija de sangre y otros relatos
- "Free Libraries: Are They Becoming Extinct?", Omni 15.10 (Agosto de 1993): 4
- "Journeys", Journeys 30 (Octubre de 1995). Parte de una edición de PEN/Faulkner Foundation, una charla dada por Butler en los Premios PEN/Faulkner de Ficción en Rockville, MD, en Quill & Brush. Reimpreso como "The Monophobic Response" (el título que prefería Butler), en Dark Matter: A Century of Speculative Fiction from the African Diaspora, ed. Sheree R Thomas (Nueva York: Aspect/Warner Books, 2000), págs. 415–416
- "Devil Girl from Mars: Why I Write Science Fiction", Media in Transition (MIT 19 de febrero de 1998; Transcript 4 de octubre de 1998)
- "Brave New Worlds: A Few Rules for Predicting the Future", Essence 31.1 (Mayo de 2000): 164+
- "A World without Racism": "NPR Essay - UN Racism Conference", NPR Weekend Edition Saturday (1 de septiembre de 2001)
- "Octavia Butler's Aha! Moment", O, The Oprah Magazine 3.5 (Mayo de 2002): 79–80

## Premios y honores
Ganadora:
- 2000: Premio a su carrera literaria por el PEN American Center
- 1999: Premio Nébula a la mejor novela por La parábola de los talentos
- 1995: Título "Genius" de la MacArthur Foundation
- 1985: Premio Hugo al mejor relato corto por la novela corta "Hija de sangre" ("Bloodchild")
- 1985: Premio Locus al mejor relato corto por la novela corta "Hija de sangre"[22]
- 1985: Premio Science Fiction Chronicle al mejor relato corto por la novela corta "Hija de sangre"[23]
- 1984: Premio Nébula al mejor relato corto por la novela corta "Hija de sangre"
- 1984: Premio Hugo al mejor relato corto por el cuento "Sonidos del habla" ("Speech sounds")
- 1980: Premio Creative Arts L.A. YWCA

### Fondo Honorario
El Fondo Octavia E. Butler fue establecido en su memoria en el verano de 2007 por los 'Clarion Writing Workshops' y se repite cada año. Su objetivo es proporcionar una beca anual para personas de color que se dediquen a escribir; recibe solicitudes en inglés en diciembre del año precedente.

### Topónimos planetarios
En 2018, la Unión Astronómica Internacional nombró un monte de Caronte como monte Butler en honor a Octavia. Tres años más tarde, en 2021, el lugar de aterrizaje del vehículo Perseverance en el cráter Jezero de Marte fue bautizado con el nombre de Octavia E. Butler por el equipo de la misión de la NASA.
Asimismo el asteroide (7052) Octaviabutler recibió este nombre por esta escritora.

## Adaptaciones
- Kindred (2022), serie desarrollada por Branden Jacobs-Jenkins, basada en la novela Parentesco